# Iris Kähäri
Sirkka Iris Kähäri, född 19 mars 1914 i Viborg, död 20 februari 1995 i Helsingfors, var en finländsk författare.
Kähäri var folkskollärare 1936–1946 och verkade 1953–1975 som lärare i litteratur vid den folkhögskola i Lojo där hennes man var rektor. Hon debuterade 1952 med en saga för vuxna, Titi-lalli ja rukkanen (även som hörspel) och publicerade därefter noveller och romaner, bland dem flera med karelskt motiv, till exempel  flyktingberättelsen Elämän koko kuva (1960). Utmärkande för Kähäris skrivsätt var bland annat att hon iakttog sina huvudpersoners känslosvall och hugskott samt skildrade miljön in i vardagligaste detalj.